# Cassidyita
La cassidyita és un mineral de la classe dels fosfats que pertany al grup de la collinsita, ara classificat dins del supergrup de la kröhnkita. Rep el seu nom del geòleg nord-americà William A. Cassidy.

## Característiques
La cassidyita és un fosfat de fórmula química Ca₂Ni(PO₄)₂·2H₂O, on el níquel pot ésser reemplaçat per petites quantitats de magnesi. Va ser aprovada com a espècie vàlida per l'Associació Mineralògica Internacional l'any 1966. Cristal·litza en el sistema triclínic. La seva duresa a l'escala de Mohs és 3,5.
Segons la classificació de Nickel-Strunz, la cassidyita pertany a «08.CG - Fosfats sense anions addicionals, amb H₂O, amb cations de mida mitjana i gran, RO₄:H₂O = 1:1» juntament amb els següents minerals: col·linsita, fairfieldita, gaitita, messelita, parabrandtita, talmessita, hillita, brandtita, roselita, wendwilsonita, zincroselita, rruffita, ferrilotharmeyerita, lotharmeyerita, mawbyita, mounanaïta, thometzekita, tsumcorita, cobaltlotharmeyerita, cabalzarita, krettnichita, cobalttsumcorita, niquellotharmeyerita, manganlotharmeyerita, schneebergita, niquelschneebergita, gartrellita, helmutwinklerita, zincgartrel·lita, rappoldita, fosfogartrel·lita, lukrahnita, pottsita i niqueltalmessita.

## Formació i jaciments
Va ser descoberta al cràter del meteorit Wolfe Creek, a Halls Creek Shire, a Austràlia Occidental (Austràlia), l'únic indret on ha estat trobada. És un producte de l'alteració d'un meteorit de ferro-níquel altament degradat, format per l'alteració de la schreibersita. Es troba associada a altres minerals com: reevesita, goethita, maghemita, jarosita, serpentina, apatita i lipscombita.